# Gothawagen T57
Der T57 (Triebwagen mit Beginn der Serienfertigung 1957) ist ein Straßenbahn-Fahrzeugtyp, der von 1956 bis 1961 vom VEB Waggonbau Gotha für Straßenbahnbetriebe in der DDR und der Sowjetunion produziert wurde. Die zugehörigen Beiwagen heißen B57. Es handelt sich um zweiachsige Fahrzeuge, die standardmäßig als Zweirichtungswagen ausgeführt wurden. Einrichtungswagen heißen T57E und B57E. Fahrzeugen für die Sowjetunion wurden außerdem die Buchstaben SU angefügt.
Von 1959 bis 1961 produzierte der Hersteller die nur in Details abweichenden T59, B59, T59E und B59E. Die 1960 für die Straßenbahn Erfurt gebauten T59E und B59E bezeichnete der VEB Waggonbau Gotha im Vorgriff auf das ab 1961 gültige Typensystem bereits als T2-60 und B2-60 (Trieb-/Beiwagen mit 2 Radsätzen, Baujahr 1960). Diese Typenreihe 59 wird in der Literatur häufig nicht von der Typenreihe 57 unterschieden.

## Abgrenzung von T57 und T59
Der eindeutigen Unterscheidung der Grundtypen T57 und T59 können nur wenige Details dienen. Bei der Typenreihe 57 wurde im Fahrgastraum ein einzelner Lautsprecher in einem Holzkasten eingebaut, der das Band aus Leuchtstoffröhren mit Piacryl-Abdeckung unterbrach. Die Typenreihe 59 hingegen erhielt hingegen zwei kleinere Lautsprecher, die durch mit Schlitzen versehenes Piacryl abgedeckt wurden und sich so unauffällig in das Leuchtband einfügen. Bei den T59 und T59E kamen außerdem verbesserte Ratschenhandbremsen zur Anwendung, die einen anderen Handgriff und eine zuverlässigere Lösemöglichkeit hatten. Ebenso nur die Triebwagen betraf eine Änderung der Frontscheinwerfer und ihrer Befestigung. Bei T57 und T57E erfolgte diese mit Gummidichtung, Sicherungsband aus Stahl und Arretier-Schraube, bei T59 und T59E mit einem aufpressbaren Lampenring. Außerdem erhielt die Typenreihe 59 größere Brems- und Schlussleuchten.
Weitere Details sind zwar typisch für die jeweilige Typenreihe, wurden aber teils auch ab Werk abweichend ausgeführt, so dass sie die klare Unterscheidung der Typen erschweren. Die Oberteile der Fenster waren bei der Typenreihe 57 teilweise als einteilige Klappfenster (Mitte) und teilweise als zweiteilige Ausstellfenster (außen) ausgeführt, bei der Typenreihe 59 hingegen typischerweise vollständig als einteilige Klappfenster. Als Festhaltemöglichkeit für stehende Fahrgäste hatte die Typenreihe 57 waagerechte Holzstangen unter der Decke erhalten. Bei der Typenreihe 59 gab es stattdessen üblicherweise senkrechte polierte Aluminium-Rohre an jedem zweiten Sitz. Die wenigen T57E und B57E hatten auf der linken Seite keine Liniennummernanzeigen und dafür breitere Fenster im Bereich der Einstiegsplattformen. Die T59E und B59E erhielten hingegen in der Regel auch links die Liniennummernanzeigen und entsprechend schmalere Fenster.
Weiter erschwert wird die Unterscheidung dadurch, dass Fahrzeuge des Grundtyps T59 in einigen Fällen auch an Betriebe geliefert wurden, die Fahrzeuge des Grundtyps T57 bestellt hatten, so dass sie auch in einigen Dokumenten als T57 geführt wurden. Die Verkehrsbetriebe in der Sowjetunion unterschieden nicht zwischen T57, T59 und sogar T2-61, sondern führten sie alle als T57. All dies führt dazu, dass sowohl unter Straßenbahninteressierten als auch unter Fachleuten die Typenreihe 59 oft ignoriert bzw. als Unterbauart der Typenreihe 57 behandelt wird.

## Geschichte
Ab 1954 hatte der Waggonbau Gotha den LOWA-Typ ET50 sowie die zugehörigen Beiwagen in verbesserter Form unter der Bezeichnung ET54 bzw. EB54 gefertigt. Sowohl der Fahrkomfort als auch die Formgestaltung der Fahrzeuge wurden jedoch nicht mehr als zeitgemäß angesehen. 1955 lieferte man zunächst die fünf deutlich weiterentwickelten Triebwagen Nr. 38 bis 42 für die Straßenbahn Gotha, die jedoch offiziell nicht als Neufahrzeuge verbucht wurden, sondern als Aufbauwagen. Den Antrag zur Genehmigung der Entwicklung einer neuen Typenreihe reichte der VEB Waggonbau Gotha im Januar 1956 bei der Staatlichen Plankommission ein. Begründet wurde der Antrag nicht nur mit dem Bedarf der Straßenbahnbetriebe in der DDR, sondern auch mit den Export-Verpflichtungen gegenüber der Sowjetunion. Die Genehmigung wurde unerwartet früh im März 1956 erteilt.
Im Rahmen der Entwicklung fragte der VEB Waggonbau Gotha im März und April 1956 auch mehrere Verkehrsbetriebe bezüglich ihrer Ansichten zu technischen Details an. Im Sommer 1956 begann der Bau eines Trieb- und eines Beiwagens als Prototypen. Ihre Fertigstellung erfolgte im Herbst 1956 nicht mehr rechtzeitig für eine geplante Präsentation auf der Leipziger Herbstmesse. Der Triebwagen entsprach fast vollständig einem bereits im November 1955 entstandenen Entwurf. Er trug dabei noch die Typenbezeichnung ST 2 m SU (Straßenbahn-Triebwagen mit 2 Radsätzen, meterspurig, für die Sowjetunion). Der Beiwagen erhielt zunächst die Typenbezeichnung Gotha 56. Nach dem zu dieser Zeit eingeführten Bezeichnungssystem für die Gothawagen wurden die Bezeichnungen zunächst zu T56 und B56 geändert. Die endgültigen Bezeichnungen T57 und B57 entstanden erst, als sich zeigte, dass der Beginn der Serienfertigung sich bis 1957 verzögern würde.
Im November und Dezember 1956 wurden die Prototypen im Streckennetz der Straßenbahn Gotha inklusive der Thüringerwaldbahn erprobt. 1957 gingen sie in das Eigentum des VEB (K) Thüringerwaldbahn und Straßenbahn Gotha über. Anfang 1957 begann schließlich die Serienfertigung der standardmäßigen Zweirichtungswagen für das Inland. Im April folgten die Fahrzeuge für die Sowjetunion (T57SU und B57SU). Der erste Trieb- und der erste Beiwagen der Exportversion wurden vor der Auslieferung wie die Prototypen im Streckennetz der Straßenbahn Gotha erprobt. Die Exportaufträge nahmen nach kurzer Zeit einen solchen Umfang an, dass eine bedarfsgerechte Fertigung für die DDR-Betriebe erschwert wurde. Nachdem sukzessive immer weitere Detailänderungen an den Fahrzeugen vorgenommen und einige Sonderausführungen konstruiert worden waren, entstanden im Herbst 1958 die Zeichnungen für einen neuen Typ. Dieser wurde dann ab 1959 als T59 bzw. B59 gebaut. Dennoch lief die Fertigung der Typenreihe 57 zunächst weiter und endete mit einem letzten B57 erst 1961. Die Fertigung der Typenreihe 59 endete ebenfalls 1961, allerdings in diesem Jahr noch mit größerer Stückzahl. Der ab 1961 gefertigte Nachfolgetyp T2-61 und alle weiteren Bauarten des VEB Waggonbau Gotha wurden bis auf ein einziges Fahrzeug nur noch als Einrichtungswagen gebaut.

## Technische Merkmale

### Prototypen
Die Prototypen wurden als Zweirichtungswagen gebaut. Die Grundform des Wagenkastens inklusive der beidseitig drei Fahrgastraumfenster und der Türen entspricht den 1955 für die Straßenbahn Gotha gebauten Triebwagen. Auf einen Bodenrahmen wurde ein Kastengerippe aus Stahl aufgebaut, mit dem die Seiten- und Dachbleche verschweißt wurden. Im Dach des Triebwagens gab es an den Enden Lüftungsschlitze. Die je Seite zwei Türen waren 1200 mm breite, zweiflüglige Schiebetüren, deren Türöffnungen jeweils durch mittige Griffstangen unterteilt waren. Die mittigen Fahrgastraumfenster hatten ein klappbares Oberteil, die anderen hingegen zwei ausstellbare. Neu waren insbesondere die Frontgestaltung, der elektrische Türantrieb und seitliche Liniennummernanzeigen. Der Triebwagen erhielt an den Fronten je eine Zielanzeige zwischen Fenster und Dach sowie darüber einen aus dem Dach hervorstehenden Liniennummernkasten. Der Beiwagen hingegen erhielt keine Zielanzeige.
Die Konstruktionsweise des Triebwagen-Fahrgestells wurde in Anlehnung an die 1955 für die Straßenbahn Gotha gebauten Triebwagen gewählt, jedoch etwas den ab 1938 projektierten Einheitsstraßenbahnwagen angenähert. Es wurde vollständig geschweißt. Der Primärfederung zwischen Radsätzen und Fahrgestell dienten Blattfedern, der Sekundärfederung zwischen Fahrgestell und Wagenkasten Schraubenfedern. Außerdem wurden zwischen Fahrgestell und Wagenkasten Stoßdämpfer angeordnet. Die Radsätze waren rollengelagert und mit Scheibenrädern ausgeführt. Bezüglich des Radstands hatte der VEB Waggonbau Gotha einige Verkehrsbetriebe angefragt, ob dieser 3000 mm (wie bei den 1955 für die Straßenbahn Gotha gebauten Wagen sowie ET54) oder 3200 mm (wie bei den Erfurter Standardwagen) betragen solle. Diese sprachen sich für 3200 mm aus.
Das Beiwagen-Fahrgestell wurde deutlich abweichend ausgeführt. Es bestand aus leichteren Profilen und hatte keine Achshalter. Der Primärfederung dienten auch beim Beiwagen Blattfedern. Die Sekundärfederung und die Stoßdämpfer jedoch entfielen. Stattdessen wurden die Profile direkt mit dem Bodenrahmen des Wagenkastens verbunden.
Der Triebwagen erhielt zwei Tatzlagermotoren mit einer Stundenleistung von je 60 kW und Plattformfahrschalter. Die mit einem Nickel-Cadmium-Akkumulator arbeitende 24-Volt-Kleinspannungsanlage war gegenüber früheren Fahrzeugen deutlich erweitert und sowohl im Trieb- als auch im Beiwagen vorhanden. Sie speiste unter anderem die Frontscheinwerfer, die als Blinklichter ausgeführten Fahrtrichtungsanzeiger, die Bremsleuchten und die Schlussleuchten. Der Triebwagen erhielt eine Einrichtung zum elektrischen Entfrosten der Frontscheiben. Beim Triebwagen kamen vier rote Begrenzungsleuchten nach sowjetischen Anforderungen hinzu.
Die Bremsausrüstung des Triebwagens umfasste die Widerstandsbremse, zwei mit Oberleitungsspannung über Vorwiderstände gespeiste Magnetschienenbremsen und Ratschenhandbremsen. Mit den Magnetschienenbremsen zusammen wirkte außerdem eine Sandstreueinrichtung. Die Ratschenhandbremsen wirkten jeweils über eine am rechten Rad angeflanschte Bremsscheibe auf den vorderen Radsatz. Der Beiwagen erhielt Solenoidbremse, Magnetschienenbremsen und per Kurbel zu bedienende Feststellbremsen. Der mechanischen und elektrischen Verbindung beider Fahrzeuge dienten Scharfenbergkupplungen.
Die Sitzanordnung mit insgesamt 22 Quersitzen in Abteilform wurde von den 1955 für die Straßenbahn Gotha gebauten Triebwagen übernommen. Auf einer Seite des Gangs befanden sich nur Einzelsitze, auf der anderen überwiegend Doppelsitze. Sie waren mit Schaumgummi gepolstert und mit grünem Kunstleder bezogen. Die Fußbodenhöhe im Fahrgastraum wurde auf 825 mm angelegt. Zum etwas tiefer liegenden Fußboden der Einstiegsplattformen hin wählte man statt Stufen leichte Rampen. Der Fahrgastraum und die Einstiegsplattformen wurden durch Zwischenwände voneinander abgegrenzt. Zur Beleuchtung wurden Leuchtstoffröhren mit durchgehender Piacryl-Abdeckung eingebaut. In der Mitte dieses Leuchtbands befand sich ein Holzgehäuse, das für den Lautsprecher einer nachzurüstenden Sprechanlage vorgesehen war. Nachdem sich die in der Entwicklungsphase angefragten Verkehrsbetriebe für geschlossene Fahrerkabinen ausgesprochen hatten, wurden die Führerstände durch verglaste Holzwände von den Einstiegsplattformen abgetrennt. Sie waren auch mit einem höhenverstellbaren Fahrersitz ausgestattet.
Basierend auf Vorschlägen der Erfurter Verkehrsbetriebe und der Leipziger Verkehrsbetriebe wurden die Prototypen in Hellelfenbein mit einem umlaufenden blauen Zierstreifen lackiert. Die Dächer inklusive der Aufbauten wurden grau, die Kanten zwischen Dach und Wagenkasten schwarz lackiert. Diese Lackierung, allerdings mit frei wählbarem Farbton des Zierstreifens, wurde zur Standardlackierung der Gothawagen. Die Zierstreifen wurden mit polierten Aluminium-Leisten mit blauer Kunststoff-Einlage eingefasst. Weitere Aluminiumzierleisten befanden sich an der Front neben der Zielanzeige des Triebwagens bzw. neben der Lüftungsklappe des Beiwagens.
Die Prototypen dienten auch nach Aufnahme des regulären Fahrgastverkehrs noch als Erprobungsträger für Bauteile. Im Rahmen dessen erhielten sie beispielsweise mehrfach weiterentwickelte Scharfenbergkupplungen und verschiedene Vorrichtungen zum Unterbinden des Übersteigens der Kupplung, wie sie für den Export vorgesehen waren. Die Begrenzungsleuchten des Triebwagens entfernte der VEB (K) Thüringerwaldbahn und Straßenbahn Gotha frühzeitig.

### Serienfahrzeuge

#### T57/B57

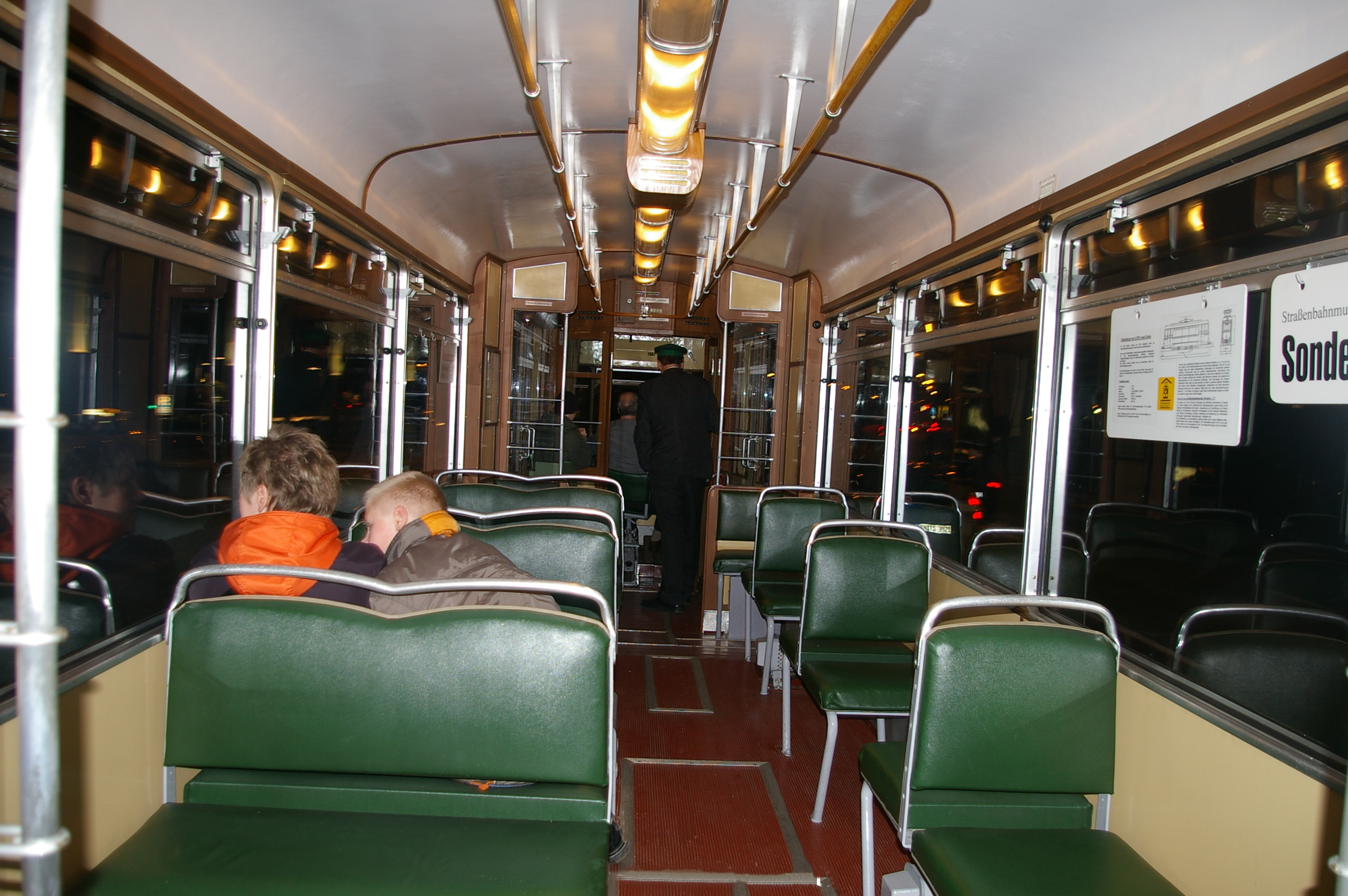
Innenraum des historischen ET57 aus Dresden

Da die Prototypen sowohl unter Fachleuten als auch bei den Fahrgästen auf positive Resonanz stießen, waren für die Serienfahrzeuge keine grundsätzlichen Änderungen notwendig. Die Formgestaltung der Fronten entsprach allerdings noch nicht vollständig den Vorstellungen des VEB Waggonbau Gotha. Der obere Teil der Front wirkte noch zu flach und die Fenstersäulen waren zu breit, so dass dieser Bereich noch nicht zum sonstigen äußeren Erscheinungsbild passte. Deshalb wurden die Fenstersäulen deutlich schlanker ausgeführt und die Seitenteile der Frontfenster in diesen Bereich erweitert, wozu sie eine Wölbung erhalten mussten. Dadurch verbesserten sich auch die Sichtverhältnisse für die Fahrer. Außerdem wurde bei den Serientriebwagen in einer der Türsäulen eine ausstellbare Leiter eingebaut, um Instandhaltungsmaßnahmen zu erleichtern, für die das Dach bestiegen werden muss.
Nachdem die Prototypen für Meterspur gebaut worden waren, kamen mit den Serienfahrzeugen nun auch Varianten für Normal- und Breitspur hinzu. Die Fahrgestelle entsprachen zwar in ihrer prinzipiellen Bauform den Meterspurfahrgestellen, doch für die zu den Handbremsen der Triebwagen gehörenden Bremsscheiben konnten nicht mehr direkt am Rad angeflanscht werden. Stattdessen wurden sie in größerem Abstand auf den Radsatzwellen befestigt. Außerdem waren an den Unterkanten der Wagenkästen halbkreisförmige Aussparungen notwendig, um die Gehäuse und Abstützungen der Radsatzlager unterzubringen. Später versah der VEB Waggonbau Gotha diese Aussparungen aus ästhetischen Gründen mit die Außenwand etwas überragenden Blechabdeckungen, zunächst nur bei Exportfahrzeugen. Vereinzelt erhielten auch Meterspurfahrzeuge Wagenkästen mit diesen Aussparungen.
Außerdem ging der VEB Waggonbau Gotha bei den T57 und B57 stark auf Sonderwünsche ein. Diese betrafen beispielsweise abweichende Sitzanordnungen, Albert- oder Trompetenkupplungen statt der Scharfenbergkupplungen und (nur bei Beiwagen) mit Zugleine statt elektrisch bediente Schaffnerglocken. Einige Sonderbauformen erhielten eigene Typenbezeichnungen.
Ab Frühherbst 1958 wurde bei den meisten Fahrzeugen auf das Anbringen der Zierleisten neben den Zielanzeigen bzw. Lüftungsklappen verzichtet. Außerdem wurden die umlaufenden Zierstreifen unter den Frontfenstern nun gerade durchgezogen, nachdem dort zuvor noch eine nach unten zeigende Spitze eingefügt worden war. Ebenfalls im Laufe des Jahres 1958 wurde die Farbe der Holzteile des Innenraums von Buche mittel zu Eiche mittel geändert. 1959 wurden die elektrischen Entfroster der Triebwagen-Frontscheiben verbessert. Ab Mitte 1959 wurde das Dach als vollständiges Blechdach ausgeführt. Außerdem wurden die hölzernen Fensterrahmen durch solche aus Metall ersetzt.

#### T57SU/B57SU

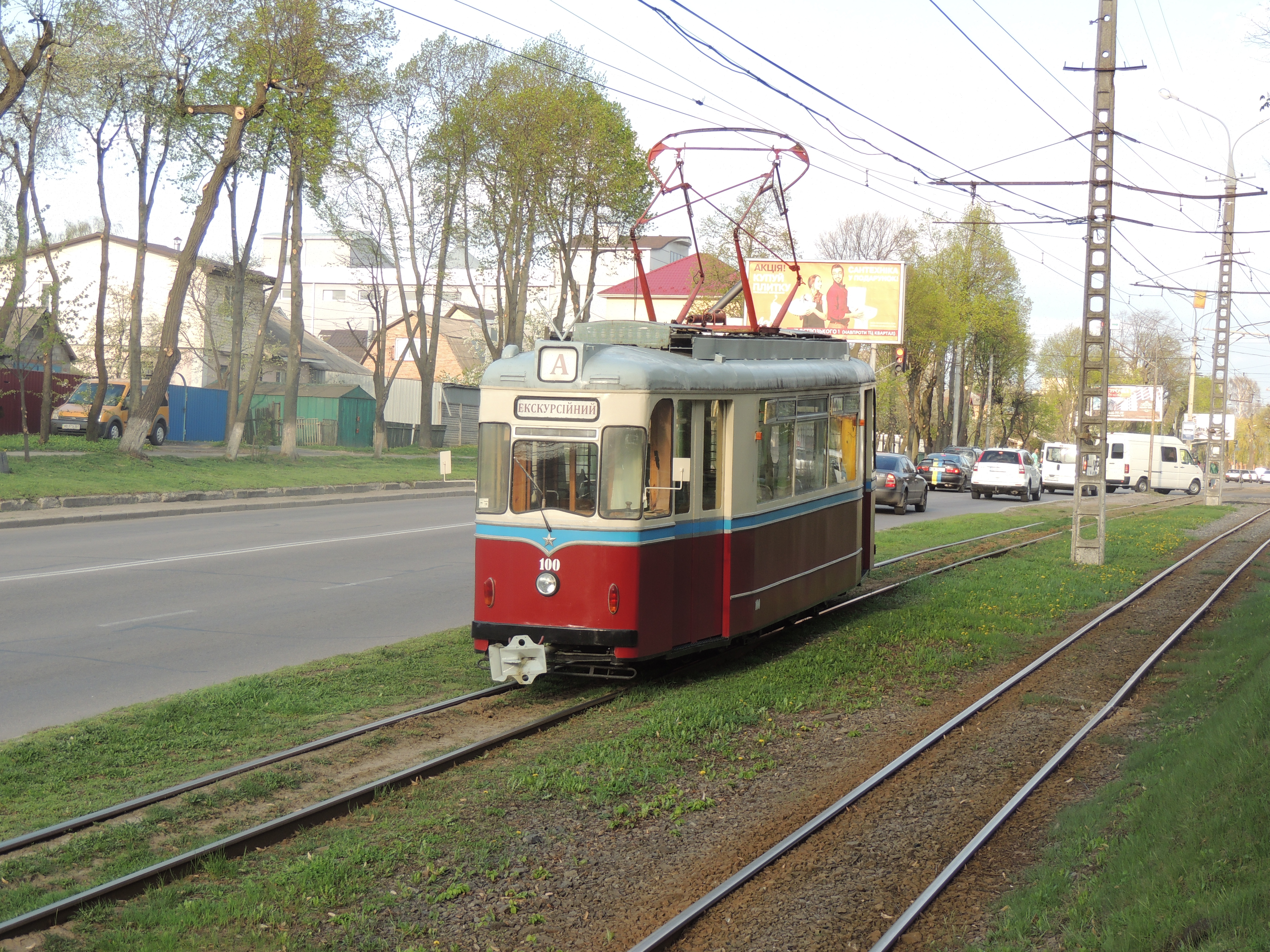
T57SU oder T59SU in Winnyzja (2018)

Die Exportfahrzeuge unterschieden sich von den Fahrzeugen für DDR-Betriebe durch einen festen Schaffnerplatz und Stoff- statt Kunstlederbezug der Sitze. Wegen des Schaffnerplatzes gab es nur 21 statt 22 Fahrgastsitzplätze. Viele Fahrzeuge erhielten außerdem die roten Begrenzungsleuchten wie beim Triebwagen-Prototyp. Die Lackierung war unterhalb des blauen Zierstreifens in rot statt hellelfenbein ausgeführt, darüber in elfenbein. An den Fronten wurde je ein Sowjetstern aus poliertem Aluminium angebracht. Darüber hinaus waren an den Frontblechen Halter für Überstiegssperren angebracht. So konnten zwischen gekuppelten Fahrzeugen Scherengitter aufgespannt werden, um zu unterbinden, dass Personen dort hindurchgehen und bei der Abfahrt vom Beiwagen überfahren werden.

### Sonderbauformen

#### Leipzig 57
Die B57E-Sonderbauform Leipzig 57 unterschied sich von den Standardfahrzeugen hauptsächlich durch das Fehlen der Magnetschienenbremsen und die mit Zugleine statt elektrisch bediente Schaffnerglocke. Außerdem erhielten sie einen Schaffnerplatz.

#### Erfurt 57, T2-60 und B2-60
Die T57E-Sonderbauform Erfurt 57 entstand auf Wunsch der Erfurter Verkehrsbetriebe. Die Türen auf der linken Seite wurden dabei durch sehr breite Fenster ersetzt, die auch in den Bereich ragten, in dem ansonsten die seitliche Linienanzeige angeordnet wurde. Am vorderen dieser Plattformfenster wurde innen ein Schutzgitter angebracht. Während die Triebwagen im Führerstand die übliche Ratschenhandbremse erhielten, musste diejenige im Heck per Kurbel bedient werden. Im Fahrgastraum wurden beidseits des Gangs nur Einzelsitze angeordnet, insgesamt 15, die alle in Fahrtrichtung ausgerichtet waren. Die Zwischenwände zwischen Fahrgastraum und Einstiegsplattformen entfielen. Außerdem erhielten sie einen festen Schaffnerplatz bei der hinteren Tür.
Die Wagen erhielten am Heck eine Albertkupplung passend zu den in Erfurt vorhandenen Beiwagen, inklusive Steckdosen für gesonderte Kabelkupplungen zur elektrischen Verbindungen. An der Front baute der VEB Waggonbau Gotha eine lediglich zum Abschleppen vorgesehene, im Normalzustand verborgene, ausklappbare Kupplungsstange ein. Allerdings hätten sich die Fahrer zum Ausklappen dieser auf den Bauch legen und unter das Fahrzeug kriechen müssen, was die Erfurter Verkehrsbetriebe aus Gründen des Arbeitsschutzes nicht akzeptierten. Deshalb wurden schließlich doch Albertkupplungen kostenlos nachgeliefert, welche die Erfurter Verkehrsbetriebe vor der Indienststellung der Fahrzeuge einbauten. Weitere, 1958 gebaute Wagen dieses Typs erhielten an der Front von Anfang an Albertkupplungen. Außerdem entfielen am Heck die Lüftungsschlitze im Dach und auch das hintere Plattformfenster erhielt ein Schutzgitter.
Die T59E-Sonderbauform T2-60 und die B59E-Sonderbauform B2-60 weisen wie die Bauform Erfurt 57 die breiteren Fenster auf der linken Seite der Plattformen auf. Ebenso entsprachen die Sitzanordnung und das Vorhandensein eines Schaffnerplatzes dem Typ Erfurt 57. Als besondere Ausstattung wurde nicht nur im Führerstand, sondern auch am Schaffnerplatz eine Sprechanlage eingebaut. Anders als beim Typ Erfurt 57 wurden an den Plattformfenstern keine Schutzgitter, sondern waagerechte Haltestangen angebracht. Die T2-60 und B2-60 wurden ab Werk mit Scharfenbergkupplungen ausgestattet, allerdings die Triebwagen nur hinten und die Beiwagen nur vorn. Die Front der Triebwagen und das Heck der Beiwagen wurden stattdessen in diesem Bereich vollständig verkleidet und erhielten nur eine Abschleppöse, in die eine als Albertkupplung ausgeführte Hilfskupplung eingehängt werden konnte.

#### Halle 57
Die T57E-Sonderbauform Halle 57 für die Straßenbahn Halle (Saale) entspricht weitgehend der Bauform Erfurt 57. Allerdings erhielten sie keinen Schaffnerplatz und auf einer Seite Doppelsitze, so dass die Anzahl von 21 Sitzplätzen fast dem Standard entsprach. Außerdem wurden diese Fahrzeuge bereits ab Werk nicht mit der praxisuntauglichen vorderen Hilfskupplung versehen.

#### Gotha 57
Die T57- und B57-Sonderbauform Gotha 57 wies insbesondere im Innenraum der Beiwagen Unterschiede zur Serienausführung auf. Passend für den Einsatz auf der Überlandstraßenbahn Thüringerwaldbahn waren Fahrgastraum und Einstiegsplattformen durch Schiebetüren vollständig voneinander trennbar. Außerdem wurden auf den Einstiegsplattformen zusätzliche Sitzplätze angebracht. Zwei dieser Beiwagen wurden außerdem zum Einsatz mit älteren Triebwagen ausgerüstet. Deshalb erhielten sie Albert- statt Scharfenbergkupplungen und Steckdosen für Kabelkupplungen.

#### T57 mit Aluminiumbeblechung
1957 baute der VEB Waggonbau Gotha einen ansonsten standardmäßigen T57 mit Außenbeblechung aus Aluminium statt Stahl, wodurch dieser geringfügig leichter war. Das Ziel war eine höhere Beständigkeit gegen Korrosion bei ungünstigen klimatischen Bedingungen, etwa feuchter, salzhaltiger Seeluft. Das Fahrzeug wurde an die Straßenbahn Stralsund geliefert und bewährte sich prinzipiell. Aus Kostengründen blieb es ein Einzelstück.

#### B57SU als Steuerwagen für Jewpatorija

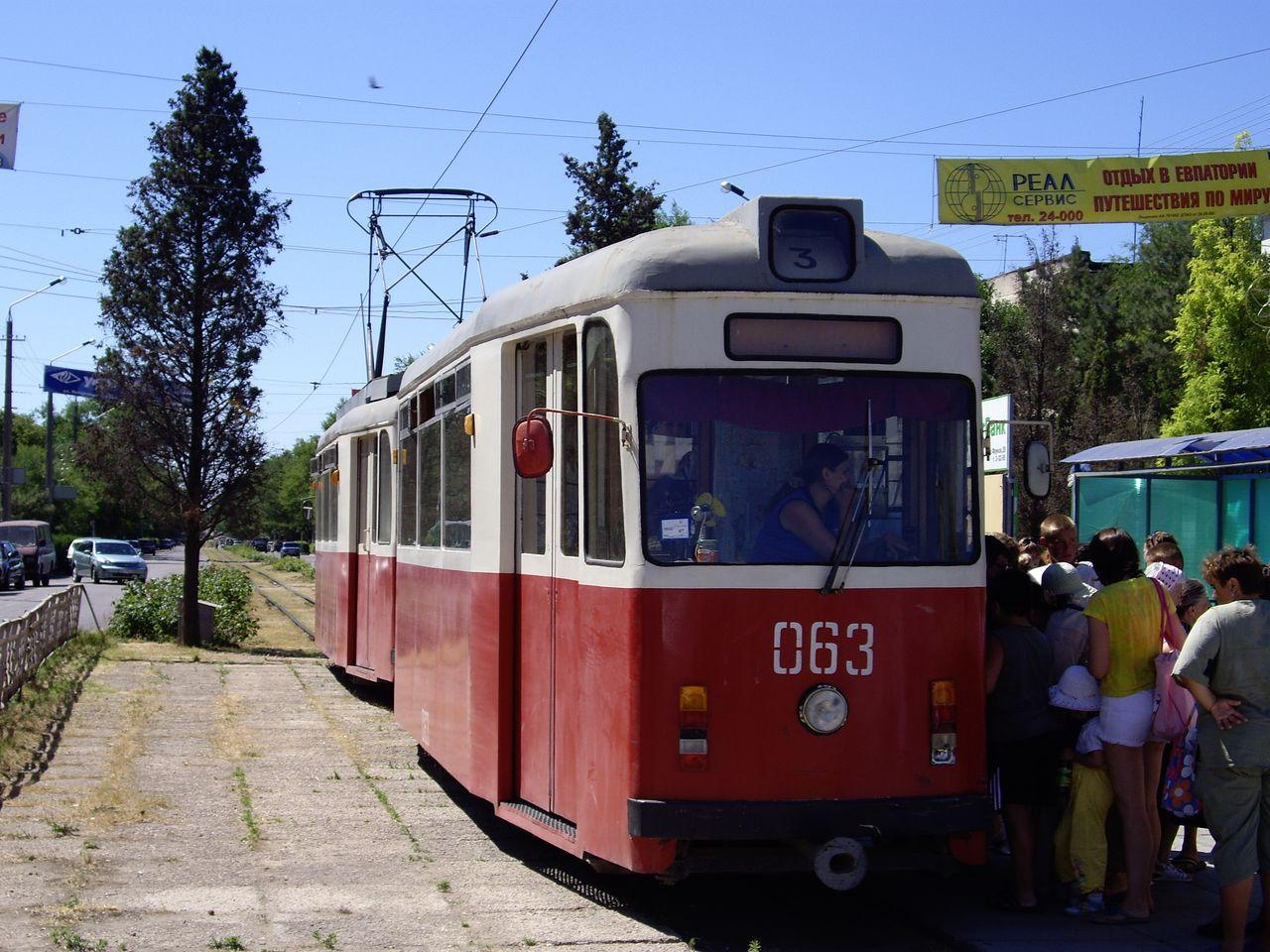
Т57/В57-Wendezug mit Steuerwagen voraus in Jewpatorija

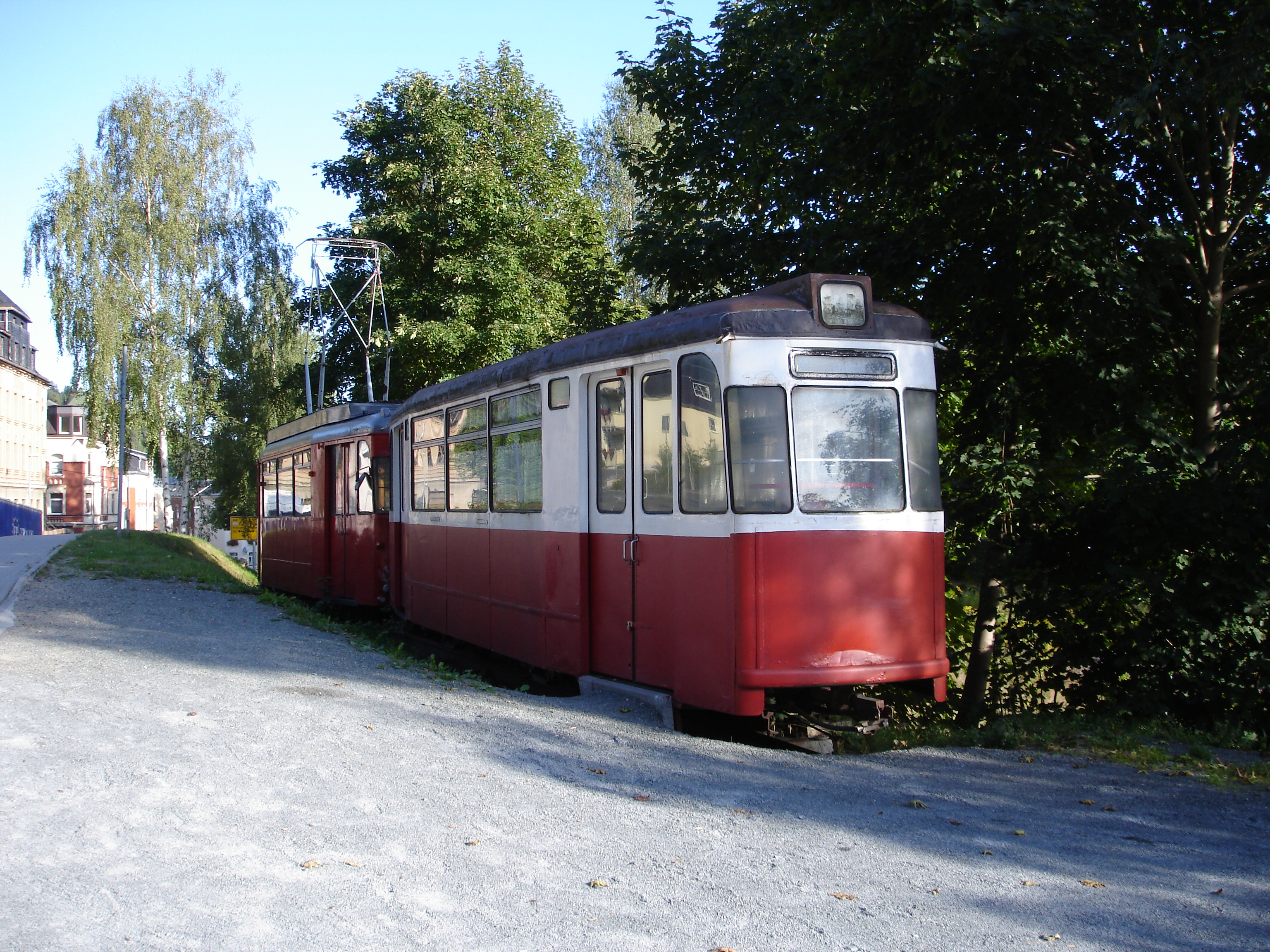
Als Denkmal am Bahnhof Klingenthal aufgestellter T57 und B57 (2008)

Für die Straßenbahn Jewpatorija baute der VEB Waggonbau Gotha zwei B57SU als Steuerwagen. Jeweils eine Front war dabei vollständig wie bei den Triebwagen ausgeführt. Die Steuerwagen und die zugehörigen Triebwagen wurden mit einer Scharfenbergkupplung ausgerüstet, deren elektrischer Teil um Kontakte zur Übertragung der Steuerimpulse erweitert war. Außerdem erhielten die Steuerwagen keinen Schaffnerplatz und hatten deshalb 22 Fahrgastsitzplätze. Anfang der 1960er Jahre wurden vor Ort außerdem normale Beiwagen zu Steuerwagen umgebaut, allerdings in vereinfachter Ausführung. Erkennbar sind diese unter anderem am bündig auf ein normales Beiwagen-Stirnblech aufgesetzten Scheinwerfer.

#### T57 und B57 für die Schmalspurbahn Klingenthal–Sachsenberg-Georgenthal

Wagen des Typs Berlin 59 mit zwei B59 im Einsatz in Berlin (1963)

1958 wurden zwei von der Serie abweichende Triebwagen sowie zwei Beiwagen für die Schmalspurbahn Klingenthal–Sachsenberg-Georgenthal der Deutschen Reichsbahn als ET 198 05 und 06 sowie EB 198 05 und 06 gefertigt. Sie erhielten entsprechend den Anforderungen der Eisenbahn-Bau- und Betriebsordnung für Schmalspurbahnen ein anderes Radprofil als die Straßenbahnwagen, zusätzlich zu ihrer Glocke eine Signalhupe und Halterungen für Zugschlussscheiben. Außerdem wurden sie nach dem Schema der Deutschen Reichsbahn rot-weiß lackiert. Nach Stilllegung der Strecke 1964 kamen die Fahrzeuge zur Straßenbahn Plauen.

#### Berlin 59
Die T59-Sonderbauform Berlin 59 unterscheidet sich durch die Bauform der Handbremse von den anderen Triebwagen. Sie erhielten Motorwellenhandbremsen. Auch wurden diese Fahrzeuge als erste T59, ebenso wie die Berliner B59, noch mit den bei den T57 üblichen Fenster-Oberteilen mit Ausstellfenstern ausgeführt.

### Kapazitätsübersicht
Die folgende Tabelle listet die Sitz- und Stehplatzkapazität der Fahrzeuge im Lieferzustand auf. Dabei entspricht ein Stehplatz einer Fläche von 0,15 Quadratmetern bzw. werden 6⅔ Stehplätze pro Quadratmeter angenommen. Die Platzanordnung „2+1“ bedeutet, dass auf einer Seite des Gangs Doppelsitze und auf der anderen Einzelsitze angeordnet sind. Bei „1+1“ hingegen gibt es auf beiden Seiten nur Einzelsitze.
| Typ                             | Platzanordnung | Sitzplätze | Stehplätze | Schaffnerplatz |
| ------------------------------- | -------------- | ---------- | ---------- | -------------- |
| ST 2 m SU (Triebwagen-Prototyp) | 2+1            | 22         | 66         | nein           |
| T57                             | 2+1            | 22         | 65         | nein           |
| T57SU                           | 2+1            | 21         | 63         | ja             |
| T57E                            | 2+1            | 20         | 62         | ja             |
| T57E SU                         | 2+1            | 21         | 60         | ja             |
| T57 Gotha 57                    | 2+1            | 22         | 65         | nein           |
| T57E Halle 57                   | 2+1            | 21         | 64         | nein           |
| T57E Erfurt 57                  | 1+1            | 15         | 75         | ja             |
| Gotha 56 (Beiwagen-Prototyp)    | 2+1            | 22         | 83         | nein           |
| B57                             | 2+1            | 22         | 83         | nein           |
| B57E                            | 2+1            | 20         | 75         | nein           |
| B57E                            | 2+1            | 23         | 63         | ja             |
| B57SU                           | 2+1            | 21         | 80         | ja             |
| B57SU-Steuerwagen               | 2+1            | 22         | 70         | nein           |
| B57E SU                         | 2+1            | 23         | 64         | ja             |
| B57E Leipzig 57                 | 2+1            | 24         | 63         | ja             |
| B57 Gotha 57                    | 2+1            | 26         | 60         | nein           |

| Typ             | Platzanordnung | Sitzplätze | Stehplätze | Schaffnerplatz |
| --------------- | -------------- | ---------- | ---------- | -------------- |
| T59             | 2+1            | 22         | 65         | nein           |
| T59SU           | 2+1            | 21         | 63         | ja             |
| T59E            | 2+1            | 22         | 62         | nein           |
| T59E SU         | 2+1            | 21         | 60         | ja             |
| T59E Leipzig 59 | 2+1            | 22         | 70         | nein           |
| T2-60           | 1+1            | 15         | 75         | ja             |
| B59             | 2+1            | 22         | 73         | nein           |
| B59SU           | 2+1            | 21         | 80         | ja             |
| B59E            | 2+1            | 22         | 73         | nein           |
| B59E            | 1+1            | 18         | 75         | ja             |
| B59E SU         | 2+1            | 22         | 72         | ja             |
| B59E SU         | 2+1            | 23         | 64         | ja             |
| B2-60           | 1+1            | 18         | 72         | ja             |

## Einsatz

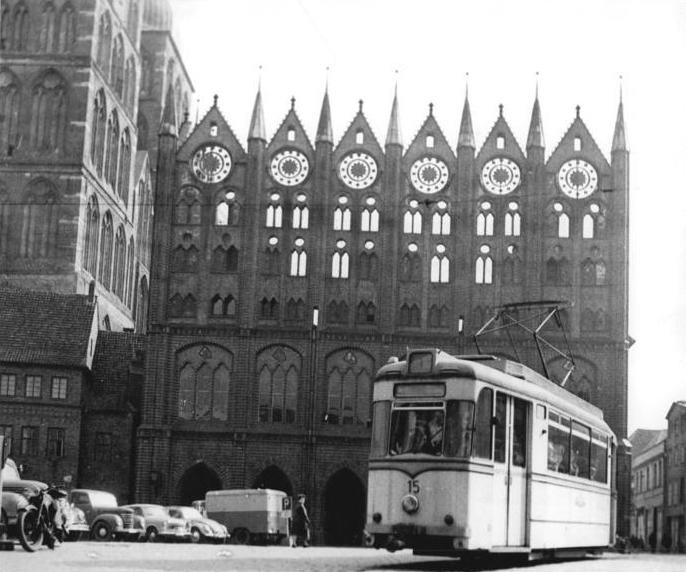
T57 in Stralsund (1966, Fahrzeug mit Stahlbeblechung)

### Deutschland

#### Überblick
Der große Umfang des angemeldeten Fahrzeugbedarfs der Straßenbahnbetriebe der DDR führte zu erheblichen Kontroversen um die Verteilung der Fahrzeuge. Im Ergebnis erhielten viele Betriebe nur sehr wenige Fahrzeuge auf einmal. Auch manche Kleinbetriebe wie die Straßenbahnen Nordhausen (ein T57) und Stralsund (zwei T57) wurden berücksichtigt. Beispielsweise den Straßenbahnen Eisenach und Mühlhausen wurde die Lieferung jedoch mit der Begründung verweigert, die Netze seien für den langen Achsstand von 3200 mm nicht geeignet. Einige Jahre später erhielten diese allerdings ältere Fahrzeuge aus Erfurt mit dem gleichen Achsstand. Viele Fahrzeuge wurden im Laufe ihrer Einsatzzeit an andere Betriebe abgegeben.
An die Straßenbahnbetriebe der DDR wurden Fahrzeuge des Grundtyps T57 in folgender Anzahl ausgeliefert:
| System                               | Spurweite | Baujahr   | Triebwagen | Beiwagen | Typ                               |
| ------------------------------------ | --------- | --------- | ---------- | -------- | --------------------------------- |
| Straßenbahn Brandenburg an der Havel | 1000 mm   | 1958      | 1          | 1        | T57 / B57                         |
| Straßenbahn Cottbus                  | 1000 mm   | 1957      | 5          |          | T57                               |
| Straßenbahn Cottbus                  | 1000 mm   | 1958      |            | 5        | B57                               |
| Straßenbahn Cottbus                  | 1000 mm   | 1960      | 3          | 2        | T57 / B57                         |
| Straßenbahn Dessau                   | 1435 mm   | 1959      | 2          | 1        | T57 / B57                         |
| Straßenbahn Dresden                  | 1450 mm   | 1957      | 13         | 14       | T57 / B57                         |
| Straßenbahn Dresden                  | 1450 mm   | 1958      |            | 1        | B57E                              |
| Straßenbahn Dresden                  | 1450 mm   | 1959      | 5          | 10       | T57 / B57                         |
| Straßenbahn Erfurt                   | 1000 mm   | 1957      | 4          |          | Erfurt 57                         |
| Straßenbahn Erfurt                   | 1000 mm   | 1958      | 6          |          | Erfurt 57                         |
| Straßenbahn Frankfurt (Oder)         | 1000 mm   | 1958      | 1          | 2        | T57 / B57                         |
| Straßenbahn Frankfurt (Oder)         | 1000 mm   | 1960      |            | 1        | B57                               |
| Straßenbahn Gera                     | 1000 mm   | 1957      |            | 2        | B57                               |
| Straßenbahn Gera                     | 1000 mm   | 1958      | 3          | 2        | T57 / B57                         |
| Straßenbahn Gera                     | 1000 mm   | 1959      | 4          | 2        | T57 / B57                         |
| Straßenbahn Gera                     | 1000 mm   | 1960      | 4          | 3        | T57 / B57                         |
| Straßenbahn Gera                     | 1000 mm   | 1961      |            | 1        | B57                               |
| Straßenbahn Görlitz                  | 1000 mm   | 1958      | 1          | 1        | T57 / B57                         |
| Straßenbahn Gotha                    | 1000 mm   | 1956      | 1          | 1        | Prototypen                        |
| Straßenbahn Gotha                    | 1000 mm   | 1957      | 1          |          | Gotha 57                          |
| Straßenbahn Gotha                    | 1000 mm   | 1958      | 1          | 1        | Gotha 57                          |
| Straßenbahn Gotha                    | 1000 mm   | 1960      |            | 4        | Gotha 57                          |
| Straßenbahn Halberstadt              | 1000 mm   | 1957      | 1          |          | T57                               |
| Straßenbahn Halle (Saale)            | 1000 mm   | 1957      | 6          | 6        | Halle 57 / B57                    |
| Straßenbahn Halle (Saale)            | 1000 mm   | 1959      | 2          |          | T57                               |
| Straßenbahn Jena                     | 1000 mm   | 1958      | 1          |          | T57                               |
| Straßenbahn Jena                     | 1000 mm   | 1959      | 1          | 9        | T57 / B57                         |
| Schmalspurbahn Klingenthal           | 1000 mm   | 1958      | 2          | 2        | T57 / B57 mit Eisenbahnausrüstung |
| Straßenbahn Leipzig                  | 1458 mm   | 1957      |            | 20       | Leipzig 57                        |
| Straßenbahn Leipzig                  | 1458 mm   | 1958      |            | 10       | Leipzig 57                        |
| Straßenbahn Nordhausen               | 1000 mm   | 1959      | 1          |          | T57                               |
| Straßenbahn Plauen                   | 1000 mm   | 1957      | 4          |          | T57                               |
| Straßenbahn Plauen                   | 1000 mm   | 1958      | 2          |          | T57                               |
| Straßenbahn Plauen                   | 1000 mm   | 1960      | 1          | 8        | T57 / B57                         |
| Straßenbahn Potsdam                  | 1435 mm   | 1957      |            | 2        | B57                               |
| Straßenbahn Potsdam                  | 1435 mm   | 1958      |            | 1        | B57E                              |
| Straßenbahn Potsdam                  | 1435 mm   | 1959      | 3          |          | T57                               |
| Straßenbahn Rostock                  | 1435 mm   | 1958      | 2          |          | T57                               |
| Straßenbahn Schwerin                 | 1435 mm   | 1958      | 1          |          | T57                               |
| Straßenbahn Schwerin                 | 1435 mm   | 1959      |            | 1        | B57                               |
| Straßenbahn Stralsund                | 1000 mm   | 1957      | 1          |          | T57 mit Aluminiumbeblechung       |
| Straßenbahn Stralsund                | 1000 mm   | 1959      | 1          |          | T57                               |
| Straßenbahn Zwickau                  | 1000 mm   | 1958      |            | 1        | B57                               |
| Straßenbahn Zwickau                  | 1000 mm   | 1959      | 3          |          | T57                               |
|                                      |           |           |            |          |                                   |
|                                      |           | 1956–1961 | 87         | 114      |                                   |

Fahrzeuge des Grundtyps T59 lieferte der VEB Waggonbau Gotha in folgender Anzahl:
| System                                 | Spurweite | Baujahr   | Triebwagen | Beiwagen | Typ                            |
| -------------------------------------- | --------- | --------- | ---------- | -------- | ------------------------------ |
| Straßenbahn Berlin                     | 1435 mm   | 1959      | 10         | 20       | Berlin 59 / B59                |
| Straßenbahn Brandenburg an der Havel   | 1000 mm   | 1959      | 2          | 1        | T59 / B59                      |
| Straßenbahn Brandenburg an der Havel   | 1000 mm   | 1960      | 1          | 1        | T59E / B59E                    |
| Straßenbahn Brandenburg an der Havel   | 1000 mm   | 1960      |            | 1        | B59                            |
| Straßenbahn Brandenburg an der Havel   | 1000 mm   | 1961      |            | 1        | B59                            |
| Straßenbahn Cottbus                    | 1000 mm   | 1961      | 4          | 2        | T59 / B59                      |
| Straßenbahn Dessau                     | 1435 mm   | 1961      | 1          |          | T59                            |
| Straßenbahn Dresden                    | 1450 mm   | 1960      | 14         | 12       | T59E / B59E                    |
| Straßenbahn Erfurt                     | 1000 mm   | 1960      | 2          | 7        | T2-60 / B2-60                  |
| Straßenbahn Frankfurt (Oder)           | 1000 mm   | 1961      | 5          | 3        | T59 / B59                      |
| Straßenbahn Görlitz                    | 1000 mm   | 1961      | 2          | 2        | T59 / B59                      |
| Straßenbahn Gotha                      | 1000 mm   | 1959      | 1          | 1        | T59 / B59                      |
| Straßenbahn Halberstadt                | 1000 mm   | 1960      | 2          | 2        | T59 / B59                      |
| Straßenbahn Halberstadt                | 1000 mm   | 1961      | 2          |          | T59                            |
| Straßenbahn Halle (Saale)              | 1000 mm   | 1960      | 6          | 5        | T59E / B59E                    |
| Straßenbahn Jena                       | 1000 mm   | 1960      | 2          |          | T59                            |
| Straßenbahn Jena                       | 1000 mm   | 1961      | 2          |          | T59                            |
| Straßenbahn Karl-Marx-Stadt (Chemnitz) | 1435 mm   | 1959      | 10         | 7        | T59 / B59                      |
| Straßenbahn Karl-Marx-Stadt (Chemnitz) | 1435 mm   | 1960      | 6          | 12       | T59 / B59                      |
| Straßenbahn Karl-Marx-Stadt (Chemnitz) | 1435 mm   | 1961      |            | 7        | B59                            |
| Straßenbahn Leipzig                    | 1458 mm   | 1960      | 10         |          | Leipzig 59 (Einrichtungswagen) |
| Straßenbahn Magdeburg                  | 1435 mm   | 1960      | 3          | 6        | T59 / B59                      |
| Straßenbahn Magdeburg                  | 1435 mm   | 1961      | 3          | 7        | T59 / B59                      |
| Straßenbahn Plauen                     | 1000 mm   | 1961      | 1          |          | T59                            |
| Straßenbahn Potsdam                    | 1435 mm   | 1960      | 3          | 2        | T59 / B59                      |
| Straßenbahn Schwerin                   | 1435 mm   | 1960      | 2          | 2        | T59 / B59                      |
| Straßenbahn Schwerin                   | 1435 mm   | 1961      | 2          | 2        | T59 / B59                      |
| Straßenbahn Zwickau                    | 1000 mm   | 1959      |            | 4        | B59                            |
| Straßenbahn Zwickau                    | 1000 mm   | 1960      | 5          | 4        | T59 / B59                      |
| Straßenbahn Zwickau                    | 1000 mm   | 1961      | 4          |          | T59                            |
|                                        |           |           |            |          |                                |
|                                        |           | 1959–1961 | 105        | 111      |                                |

Der VEB Verkehrsbetriebe der Stadt Dresden bezeichnete die T57 und B57 als ET57 und EB57 sowie die T59E und B59E als ET60 und EB60. Die BVG Ost bezeichnete ihre T59 und B59 nach dem BVG-Typenschlüssel als TF59 und BF59.

#### Erfurt
Für die Straßenbahn Erfurt wurden zehn T57E der Sonderbauform Erfurt 57, zwei T2-60 und sieben B2-60 gebaut. Die T57E erhielten die Nummern 121 bis 130, die T2-60 daran anschließend bis 132. Die Nummerierung der B2-60 als 263 bis 269 erfolgte im Anschluss an bis 1957 beschaffte Beiwagen eines anderen Typs. Von 1971 bis 1974 wurde bei acht Trieb- und vier Beiwagen die Sitzanordnung geändert. Die Triebwagen hatten danach 22 Sitz- und 60 Stehplätze, die Beiwagen 24 Sitz- und 66 Stehplätze. In den Jahren 1979 und 1980 wurden die ersten sechs T57E sowie die vier B2-60 mit geänderter Sitzanordnung an die Straßenbahn Frankfurt (Oder) abgegeben. Die restlichen drei Beiwagen wurden im gleichen Zeitraum bereits ausgemustert. Die Ausmusterung der verbliebenen sechs Triebwagen erfolgte von 1987 bis 1992.
| Nummer | Typ       | Baujahr | Änderung der Sitzanordnung | Abgabe/Ausmusterung (ggf. mit neuer Nummer)             |
| ------ | --------- | ------- | -------------------------- | ------------------------------------------------------- |
| 121    | Erfurt 57 | 1957    |                            | 1979 oder 1980: Abgabe nach Frankfurt (Oder), Nr. 54II  |
| 122    | Erfurt 57 | 1957    |                            | 1979 oder 1980: Abgabe nach Frankfurt (Oder), Nr. 56III |
| 123    | Erfurt 57 | 1957    |                            | 1979 oder 1980: Abgabe nach Frankfurt (Oder), Nr. 55III |
| 124    | Erfurt 57 | 1957    |                            | 1979 oder 1980: Abgabe nach Frankfurt (Oder), Nr. 57III |
| 125    | Erfurt 57 | 1958    | 1971–1974                  | 1979 oder 1980: Abgabe nach Frankfurt (Oder), Nr. 59II  |
| 126    | Erfurt 57 | 1958    | 1971–1974                  | 1979 oder 1980: Abgabe nach Frankfurt (Oder), Nr. 60II  |
| 127    | Erfurt 57 | 1958    | 1971–1974                  | 1989: Ausmusterung                                      |
| 128    | Erfurt 57 | 1958    | 1971–1974                  | 1990: Ausmusterung                                      |
| 129    | Erfurt 57 | 1958    | 1971–1974                  | 1989: Ausmusterung                                      |
| 130    | Erfurt 57 | 1958    | 1971–1974                  | 1992: Ausmusterung                                      |
| 131    | T2-60     | 1960    | 1971–1974                  | 1989: Ausmusterung                                      |
| 132    | T2-60     | 1960    | 1971–1974                  | 1987: Ausmusterung                                      |
| 263    | B2-60     | 1960    | 1973 oder 1974             | 1979: Abgabe nach Frankfurt (Oder), Nr. 128II           |
| 264    | B2-60     | 1960    |                            | 1980: Ausmusterung                                      |
| 265    | B2-60     | 1960    | 1973 oder 1974             | 1979: Abgabe nach Frankfurt (Oder), Nr. 129II           |
| 266    | B2-60     | 1960    |                            | 1979: Ausmusterung                                      |
| 267    | B2-60     | 1960    | 1973 oder 1974             | 1979: Abgabe nach Frankfurt (Oder), Nr. 130II           |
| 268    | B2-60     | 1960    | 1973 oder 1974             | 1979: Abgabe nach Frankfurt (Oder), Nr. 131II           |
| 269    | B2-60     | 1960    |                            | 1979: Ausmusterung                                      |

#### Gera

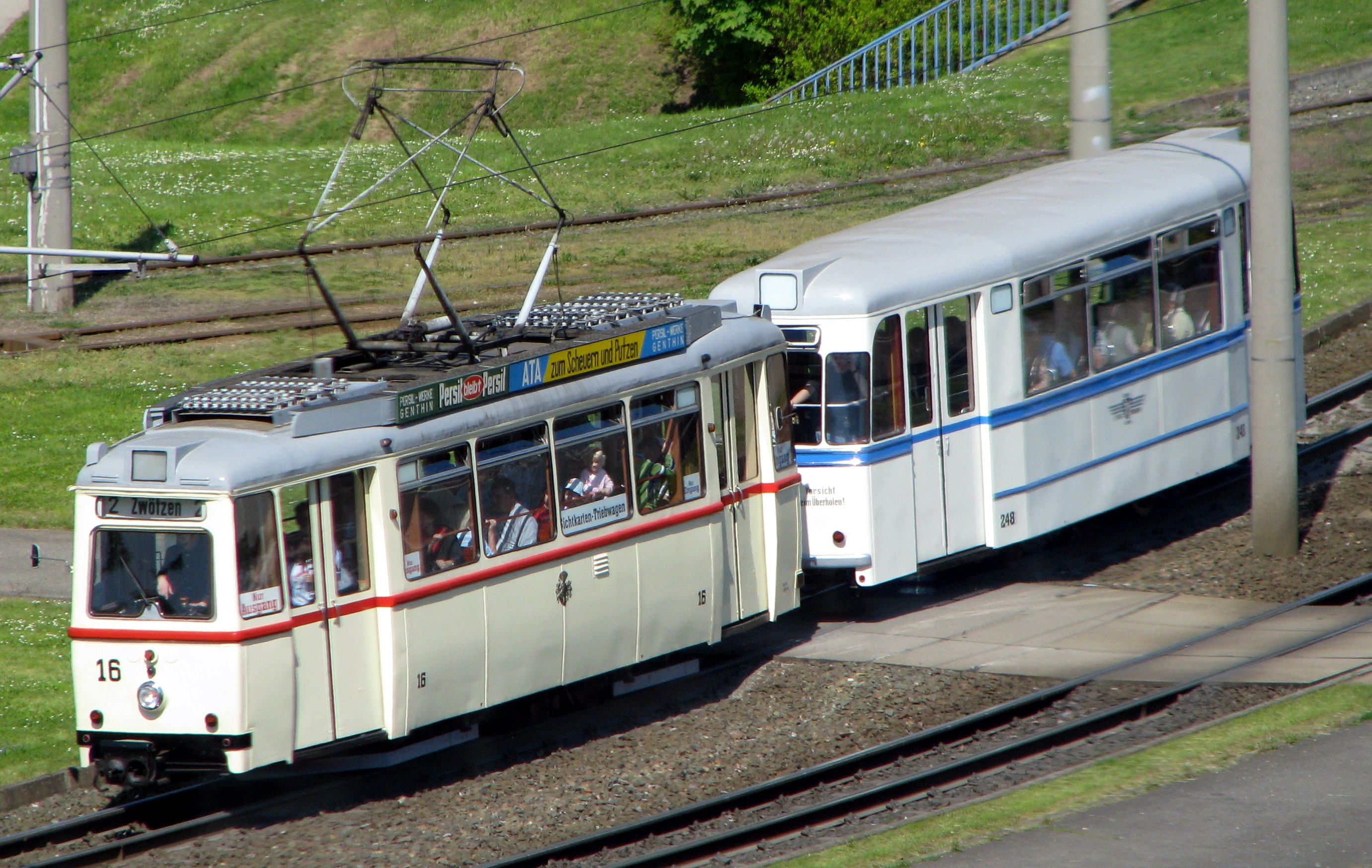
Historischer B57 der Straßenbahn Gera hinter einem ET54 (2009)

Für die Straßenbahn Gera wurden elf T57 und zehn B57 gebaut. Die 1958 gelieferten T57 bekamen die Nummern 19 bis 21 in Zweit- oder gar Drittbesetzung zugeordnet. 1959 wurden sie zu 141 bis 143 umnummeriert, woran sich die Nummerierung der 1959 und 1960 gelieferten Nr. 144 bis 151 anschloss. Die 1957 und 1958 gelieferten B57 bekamen die Nummern 67 bis 70 in Zweitbesetzung. Auch sie wurden 1959 umnummeriert. An ihre neuen Nummern 244 bis 244 schlossen sich die 1959 bis 1961 gelieferten B57 mit 245 bis 250 an. 1966 kamen die zwei ursprünglich an die Straßenbahn Stralsund gelieferten T57 ebenfalls nach Gera. Sie erhielten die Nummern 149 und 150 in Zweitbesetzung, nachdem die ursprünglich mit diesen Nummern versehenen T57 bereits 1962 an die Straßenbahn Jena abgegeben worden waren. Auch vier B57 gelangten 1962 nach Jena. Von 1969 bis 1973 wurden weitere T57 und B57 an andere Betriebe abgegeben, die noch Zweirichtungswagen benötigten. Gera erhielt in diesem Zeitraum im Gegenzug Einrichtungswagen anderer Typen.
Von 1970 bis 1972 wurden außerdem zwei T57 und vier B57 zu Einrichtungswagen umgebaut. Einer der zwei nach 1973 verbliebenen T57 wurde 1978 nach einem Unfall ausgemustert. Mit dem Umbau des anderen T57 zu einem der Gleispflege dienenden Arbeitswagen endete im Jahr 1980 der T57 Einsatz im Geraer Fahrgastverkehr. Die vier nach 1973 verbliebenen B57 hingegen wurden erst 1987 und 1988 an die Straßenbahn Brandenburg an der Havel abgegeben. Mit der Abgabe des Gleispflege-T57 an die Straßenbahn Frankfurt (Oder) im Jahr 1991 waren zunächst keine Fahrzeuge der Typen T57 und B57 mehr in Gera verblieben. 2003 kehrten schließlich ein T57 und ein B57 aus Jena zurück. Der T57 wurde 2004 ausgemustert, wohingegen der B57 seitdem als historisches Fahrzeug erhalten wird.
1978 wurde außerdem von der Straßenbahn Magdeburg ein T59 als Einrichtungswagen übernommen. Dieser erhielt die Nummer 146 des im gleichen Jahr unfallbedingt ausgemusterten T57 in Zweitbesetzung. 1988 wurde das Fahrzeug nach Brandenburg an der Havel abgegeben.
| übernommen aus (mit dortiger Nummer) | Nummer bis 1959    | Nummer ab 1959 | Typ | Baujahr | Umbau/Nutzungsänderung (ggf. mit neuer Nummer)                            | Abgabe/Ausmusterung (ggf. mit neuer Nummer) |
| ------------------------------------ | ------------------ | -------------- | --- | ------- | ------------------------------------------------------------------------- | ------------------------------------------- |
|                                      | 19II               | 141            | T57 | 1958    |                                                                           | 1970: Abgabe nach Nordhausen, Nr. 45        |
|                                      | 20III              | 142            | T57 | 1958    | 1971 oder 1972: zu Einrichtungswagen 1980: zu Gleispflegewagen, Nr. 103II | 1991: Abgabe nach Frankfurt (Oder), Nr. 7II |
|                                      | 21III              | 143            | T57 | 1958    |                                                                           | 1969: Abgabe nach Nordhausen, Nr. 43        |
|                                      |                    | 144            | T57 | 1959    |                                                                           | 1970: Abgabe nach Nordhausen, Nr. 44        |
|                                      |                    | 145            | T57 | 1959    |                                                                           | 1971: Abgabe nach Nordhausen, Nr. 46        |
|                                      |                    | 146            | T57 | 1959    | 1971 oder 1972: zu Einrichtungswagen                                      | 1978: Ausmusterung nach Unfall              |
| 1978 aus Magdeburg, Nr. 405          |                    | 146II          | T59 | 1961    | vor Übernahme: zu Einrichtungswagen                                       | 1988: Abgabe nach Brandenburg, Nr. 116      |
|                                      |                    | 147            | T57 | 1959    |                                                                           | 1973: Abgabe nach Görlitz, Nr. 19III        |
|                                      |                    | 148            | T57 | 1960    |                                                                           | 1972: Abgabe nach Nordhausen, Nr. 47        |
|                                      |                    | 149            | T57 | 1960    |                                                                           | 1962: Abgabe nach Jena, Nr. 15III           |
| 1966 aus Stralsund, Nr. 14III        |                    | 149II          | T57 | 1957    |                                                                           | 1969: Abgabe nach Nordhausen, Nr. 42        |
|                                      |                    | 150            | T57 | 1960    |                                                                           | 1962: Abgabe nach Jena, Nr. 16II            |
| 2003 aus Jena, Nr. 106II             | 2004: Ausmusterung | 150            | T57 | 1960    |                                                                           |                                             |
| 1966 aus Stralsund, Nr. 15           |                    | 150II          | T57 | 1959    |                                                                           | 1973: Abgabe nach Görlitz, Nr. 20III        |
|                                      |                    | 151            | T57 | 1960    |                                                                           | 1972: Abgabe nach Nordhausen, Nr. 48        |
|                                      | 67II               | 241            | B57 | 1958    | 1970: zu Einrichtungswagen                                                | 1973: Abgabe nach Plauen, Nr. 3II           |
|                                      | 68II               | 242            | B57 | 1958    | 1970: zu Einrichtungswagen                                                | 1987: Abgabe nach Brandenburg, Nr. 297      |
|                                      | 69II               | 243            | B57 | 1957    |                                                                           | 1973: Abgabe nach Plauen, Nr. 4II           |
|                                      | 70II               | 244            | B57 | 1957    |                                                                           | 1988: Abgabe nach Brandenburg, Nr. 298II    |
|                                      |                    | 245            | B57 | 1959    |                                                                           | 1962: Abgabe nach Jena, Nr. 71              |
|                                      |                    | 246            | B57 | 1959    |                                                                           | 1962: Abgabe nach Jena, Nr. 70              |
|                                      |                    | 247            | B57 | 1960    |                                                                           | 1962: Abgabe nach Jena, Nr. 69              |
|                                      |                    | 248            | B57 | 1961    |                                                                           | 1962: Abgabe nach Jena, Nr. 68              |
| 2003 aus Jena, Nr. 159               |                    | 248            | B57 | 1961    | 2003: zu historischem Beiwagen                                            |                                             |
|                                      |                    | 249            | B57 | 1960    | 1971 oder 1972: zu Einrichtungswagen, Nr. 245II                           | 1988: Abgabe nach Brandenburg, Nr. 299      |
|                                      |                    | 250            | B57 | 1960    | 1971 oder 1972: zu Einrichtungswagen, Nr. 246II                           | 1987: Abgabe nach Brandenburg, Nr. 296      |

#### Gotha

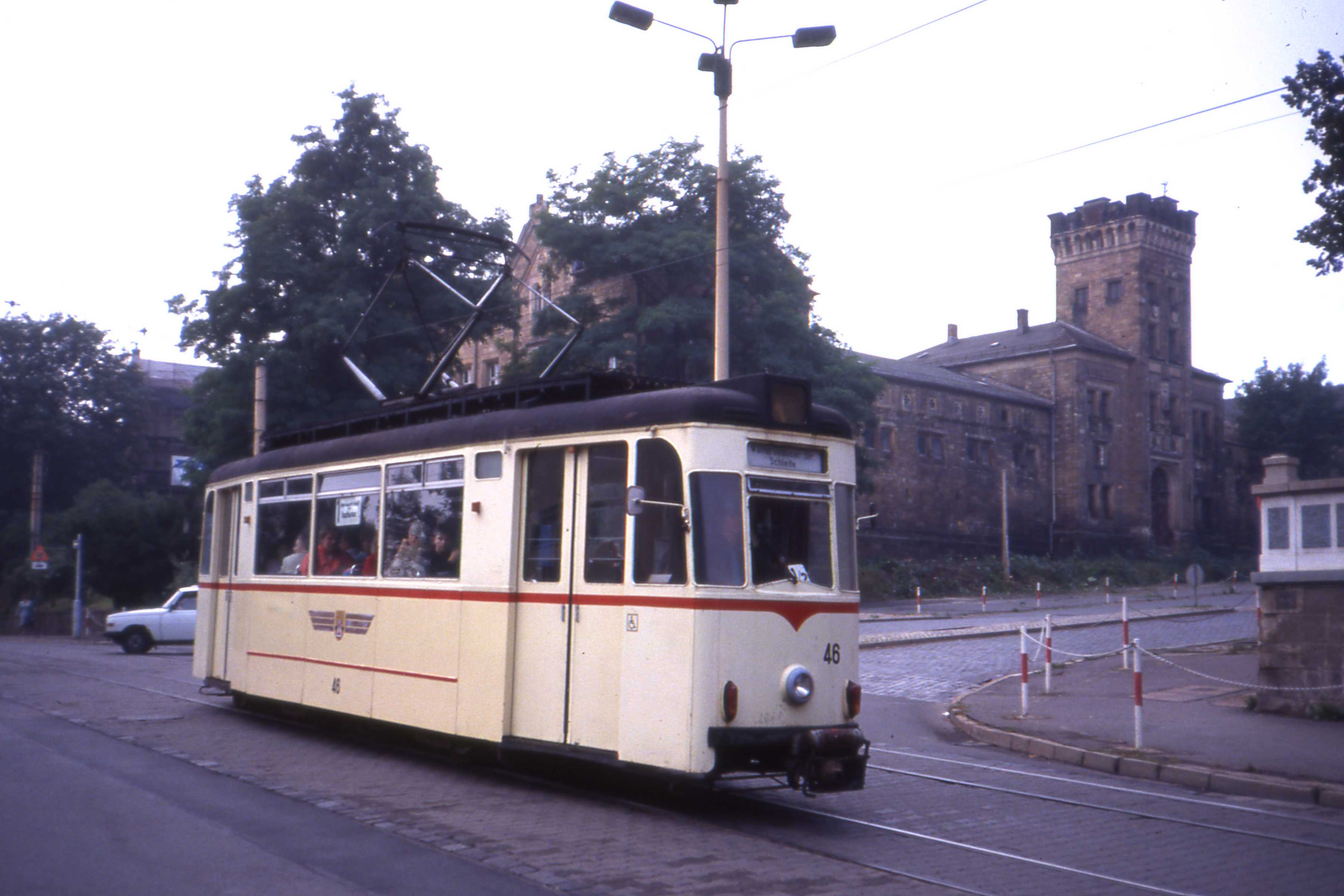
T59 Nr. 46 im Einsatz in Gotha (1991)

Die Straßenbahn Gotha erhielt neben den Prototypen zwei T57 der Sonderbauform Gotha 57, einen T59, fünf B57 der Sonderbauform Gotha 57 und einen B59. Die Triebwagen wurden mit den Nummern 43 bis 46 eingeordnet, die Beiwagen mit den Nummern 91 in Zweitbesetzung und 93 bis 98. 1973 erfolgte einerseits der Umbau des Triebwagen-Prototyps zum Einrichtungswagen und andererseits die Abgabe der beiden T57 an die Straßenbahn Frankfurt (Oder). 1974 bis 1975 wurden auch vier Beiwagen zu Einrichtungswagen umgebaut. 1982 baute der Betrieb einen der Beiwagen zum Güterwagen um. Kurz nach der Wiedervereinigung endete der Einsatz der Fahrzeuge im Fahrgastverkehr. Der T59 wurde 1993 nach Erfurt abgegeben, wo er als Arbeitstriebwagen vorgesehen war, aber nicht zum Einsatz kam. 1996 gelangte er zum Eisenbahn- und Technikmuseum Prora. Die Prototypen werden seit 1993 als historische Fahrzeuge erhalten. Die anderen Beiwagen des Personenverkehrs wurden 1992 und 1994 ausgemustert. Die Ausmusterung des Güterwagens folgte 2002.
| Nummer | Typ           | Baujahr | Umbau/Nutzungsänderung                                      | Abgabe/Ausmusterung (ggf. mit neuer Nummer)                                          |
| ------ | ------------- | ------- | ----------------------------------------------------------- | ------------------------------------------------------------------------------------ |
| 43     | ST 2 m SU     | 1956    | 1973: zu Einrichtungswagen 1993: zu historischem Triebwagen |                                                                                      |
| 44     | Gotha 57 (Tw) | 1957    |                                                             | 1973: Abgabe nach Frankfurt (Oder), Nr. 27III                                        |
| 45     | Gotha 57 (Tw) | 1958    |                                                             | 1973: Abgabe nach Frankfurt (Oder), Nr. 28III                                        |
| 46     | T59           | 1959    |                                                             | 1993: Abgabe nach Erfurt, ohne Nummer, ohne Einsatz 1996: Abgabe nach Prora (Museum) |
| 91II   | Gotha 57 (Bw) | 1960    | 1982: zu Güterwagen                                         | 2002: Ausmusterung                                                                   |
| 93     | Gotha 56 (Bw) | 1956    | 1974: zu Einrichtungswagen 1993: zu historischem Beiwagen   |                                                                                      |
| 94     | Gotha 57 (Bw) | 1960    | 1974 oder 1975: zu Einrichtungswagen                        | 1992: Ausmusterung                                                                   |
| 95     | Gotha 57 (Bw) | 1958    | 1974 oder 1975: zu Einrichtungswagen                        | 1992: Ausmusterung                                                                   |
| 96     | B59           | 1959    | 1974 oder 1975: zu Einrichtungswagen                        | 1992: Ausmusterung                                                                   |
| 97     | Gotha 57 (Bw) | 1960    |                                                             | 1992: Ausmusterung                                                                   |
| 98     | Gotha 57 (Bw) | 1960    |                                                             | 1994: Ausmusterung                                                                   |

#### Jena

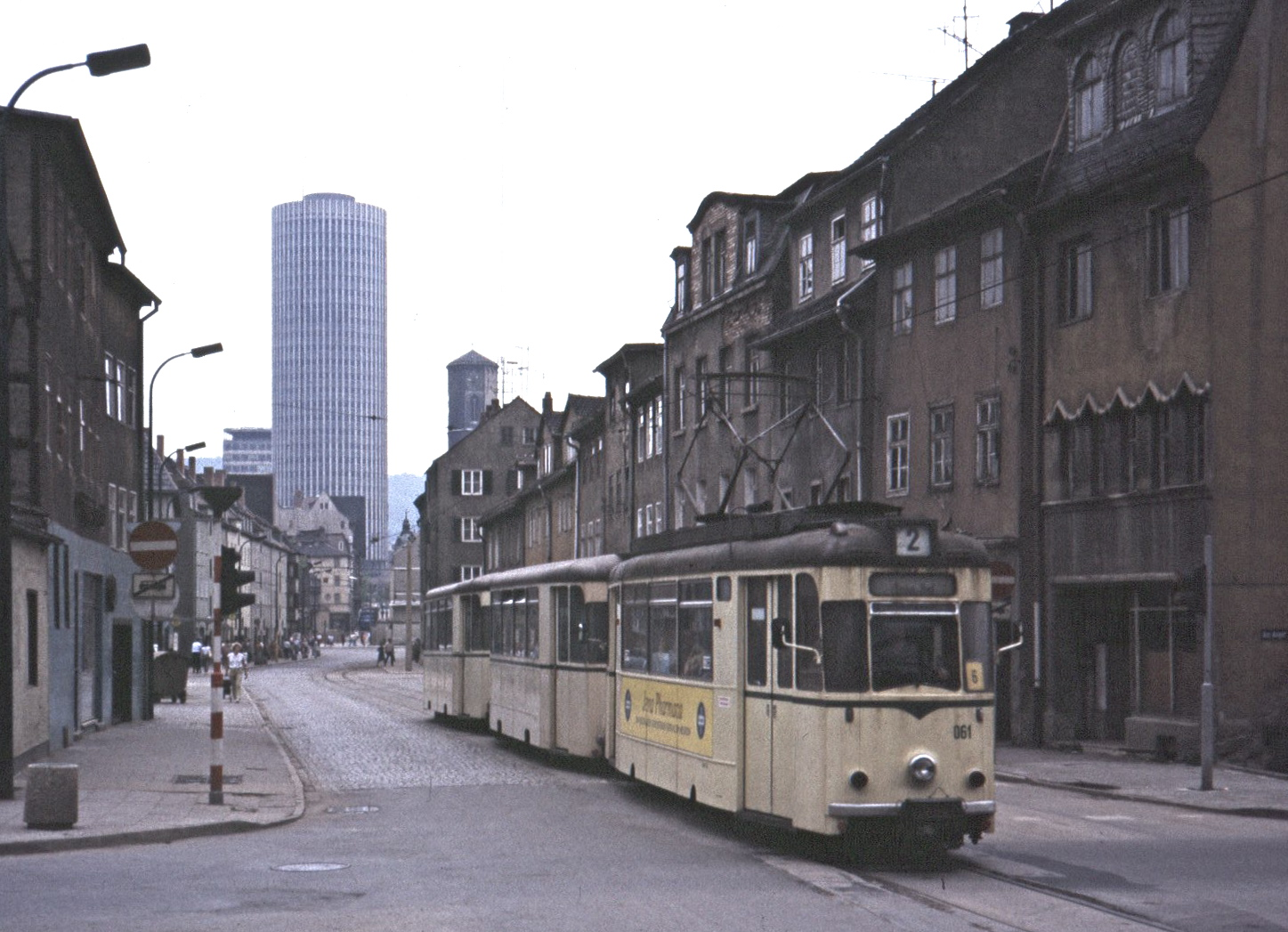
T57 Nr. 6600/061 mit zwei Reko-Beiwagen im Einsatz in Jena (1987)

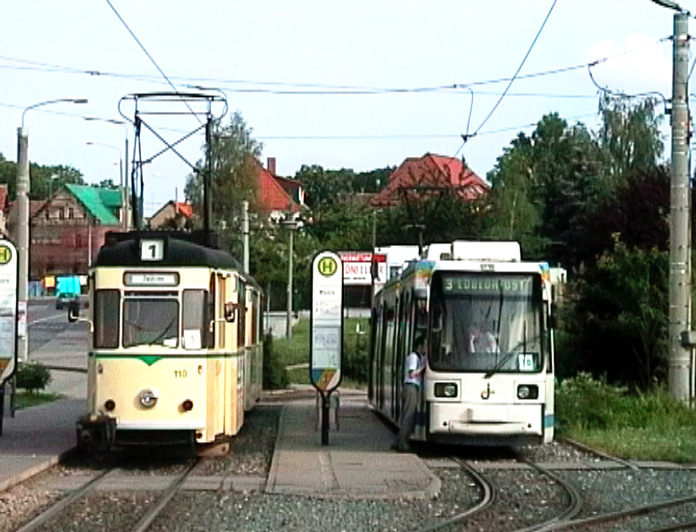
Triebwagen Nr. 110^{IV} mit Beiwagen im Einsatz in Jena neben einem GT6M (1999)

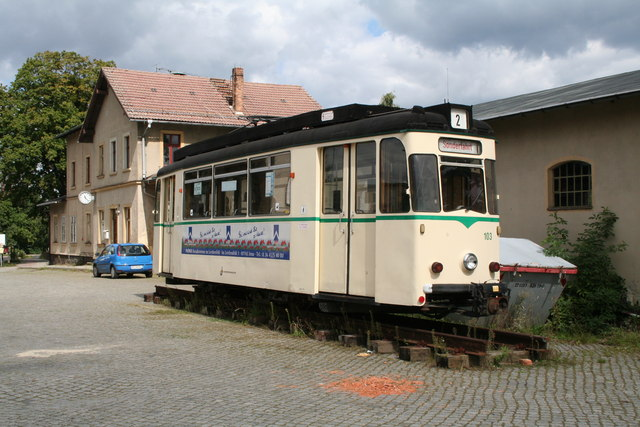
In Radeburg als Denkmal aufgestellter T59, ehemals Nr. 103^{II} der Straßenbahn Jena (2007)

Für die Straßenbahn Jena wurden zwei T57, neun B57 und vier T59 gebaut. Die Triebwagen erhielten die Nummern 9 bis 14 in Zweit- oder Drittbesetzung, die Beiwagen die Nummern 59 bis 67. Bereits 1962 kamen sechs von der Straßenbahn Gera übernommene Fahrzeuge (zwei T57, vier B57) hinzu. 1987 gelangte außerdem ein B57E aus Zwickau nach Jena und erhielt die Nummer eines im Jahr zuvor abgebrannten B57. 1988 folgte ein zum Schienenpflegewagen umgebauter T57 von der Straßenbahn Plauen. Nach der Wiedervereinigung wurden weitere zehn Triebwagen und sieben Beiwagen von den Straßenbahnen Görlitz, Cottbus und Brandenburg an der Havel übernommen, um den Fahrzeugpark vollständig auf Zweirichtungswagen umzustellen. 1993 erfolgte im Zuge dessen auch die Ausmusterung des aus Zwickau übernommenen B57E. Außerdem wurden 1991 zwei Beiwagen nach Unfallschäden ausgemustert. Die systematische Ausmusterung der anderen Fahrzeuge begann erst 2002. Viele konnten dabei noch weiter veräußert werden. Abnehmer waren unter anderem Straßenbahnbetriebe in Naumburg, Gera und Istanbul, die Lendcanaltramway in Klagenfurt am Wörthersee, das E-Werk in Weimar und ein Zeltplatz. Ein Trieb- und zwei Beiwagen wurden 2002 zu in Jena zu erhaltenden historischen Fahrzeugen erklärt. 2016 wurde einer dieser Beiwagen jedoch auch abgegeben. Einen Triebwagen baute der Verkehrsbetrieb 2003 zum Schienenschleifwagen um.
| übernommen aus (mit dortiger Nummer) | Nummer bis 1964 | Nummer 1964–1982 | Nummer 1982–1993       | Nummer ab 1993 | Typ  | Baujahr | Umbau/Nutzungsänderung                | Abgabe/Ausmusterung (ggf. mit neuer Nummer)           | Weiteres                        |
| ------------------------------------ | --------------- | ---------------- | ---------------------- | -------------- | ---- | ------- | ------------------------------------- | ----------------------------------------------------- | ------------------------------- |
|                                      | 9II             | 121              | 6600/012               | 101II          | T57  | 1958    | 2002: zu historischem Triebwagen      |                                                       |                                 |
|                                      | 10II            | 122              | 6600/020               | 102II          | T57  | 1959    |                                       | 2003: Abgabe nach Istanbul                            |                                 |
|                                      | 11III           | 123              | 6600/037               | 103II          | T59  | 1960    |                                       | 2005: Abgabe nach Radeburg (Denkmal)                  |                                 |
|                                      | 12III           | 124              | 6600/045               | 104II          | T59  | 1960    |                                       | 2006: Abgabe nach Istanbul                            |                                 |
|                                      | 13II            | 127              | 6600/078               | 107II          | T59  | 1961    |                                       | 2003: Abgabe an Privat in Hamburg                     |                                 |
|                                      | 14III           | 128              | 6600/086               | 108II          | T59  | 1961    |                                       | 2002: Abgabe nach Naumburg, Nr. 36                    |                                 |
| 1962 aus Gera, Nr. 149               | 15III           | 125              | 6600/053               | 105II          | T57  | 1960    | 2003: zu Schienenschleifwagen         |                                                       | 2023: Umnummerierung zu Nr. 921 |
| 1962 aus Gera, Nr. 150               | 16II            | 126              | 6600/061               | 106II          | T57  | 1960    |                                       | 2003: Abgabe nach Gera, Nr. 150                       |                                 |
| 1992 aus Görlitz, Nr. 4III           |                 |                  | 6600/100               | 109IV          | T57  | 1958    |                                       | 2002: Abgabe an Zeltplatz Jenzig                      |                                 |
| 1992 aus Görlitz, Nr. 9II            |                 |                  | 6600/117               | 110IV          | T59  | 1961    |                                       | 2006: Abgabe nach Istanbul                            |                                 |
| 1992 aus Görlitz, Nr. 13II           |                 |                  | 6600/125               | 111III         | T57  | 1958    |                                       | 2003: Ausmusterung nach Brand                         |                                 |
| 1992 aus Görlitz, Nr. 14II           |                 |                  | 6600/133               | 112III         | T57  | 1958    |                                       | 2006: Abgabe nach Istanbul                            |                                 |
| 1992 aus Görlitz, Nr. 15II           |                 |                  | 6600/141               | 113III         | T57  | 1958    |                                       | 2002: Abgabe an Privat in Wunsiedel (nur Wagenkasten) |                                 |
| 1991 aus Cottbus, Nr. 96             |                 |                  | 6600/158               | 114III         | T57  | 1960    |                                       | 2003: Abgabe nach Naumburg, Nr. 38                    |                                 |
| 1992 aus Görlitz, Nr. 19III          |                 |                  | 6600/166               | 115III         | T57  | 1959    |                                       | 2006: Abgabe nach Istanbul                            |                                 |
| 1992 aus Görlitz, Nr. 20III          |                 |                  | 6600/174               | 116III         | T57  | 1959    |                                       | 2003: Abgabe nach Naumburg, Nr. 37                    |                                 |
| 1992 aus Görlitz, Nr. 6II            |                 |                  | 6600/182               | 117III         | T59  | 1961    |                                       | 2003: Abgabe nach Klagenfurt (Museum)                 |                                 |
| 1992 aus Görlitz, Nr. 21II           |                 |                  | 6600/190               | 118III         | T57  | 1960    |                                       | 2005: Abgabe an Privat in Kamenz                      |                                 |
|                                      | 59              | 231              | 6610/022               | 151            | B57  | 1959    |                                       | 2003: Abgabe nach Naumburg, Nr. 14II                  |                                 |
|                                      | 60              | 232              | 6610/030               |                | B57  | 1959    |                                       | 1986: Ausmusterung nach Brand                         |                                 |
| 1987 aus Zwickau, Nr. 220III         |                 |                  | 6610/030II             | 190            | B57E | 1957    |                                       | 1993: Ausmusterung                                    |                                 |
|                                      | 61              | 233              | 6610/047               | 152            | B57  | 1959    |                                       | 2005: Ausmusterung                                    |                                 |
|                                      | 62              | 234              | 6610/055               | 153            | B57  | 1959    |                                       | 2005: Ausmusterung                                    |                                 |
|                                      | 63              | 235              | 6610/063               | 154            | B57  | 1959    |                                       | 2005: Ausmusterung                                    |                                 |
|                                      | 64              | 236              | 6610/071               | 155            | B57  | 1959    | 2002: zu historischem Beiwagen        |                                                       |                                 |
|                                      | 65              | 237              | 6610/088               | 156            | B57  | 1959    | 2002: zu historischem Beiwagen        | 2016: Abgabe an Maschinenhandel in Pfungstadt         |                                 |
|                                      | 66              | 242              | 6610/135               |                | B57  | 1959    |                                       | 1991: Ausmusterung nach Unfall                        |                                 |
|                                      | 67              | 243              | 6610/143               | 160            | B57  | 1959    |                                       | 2005: Ausmusterung                                    |                                 |
| 1962 aus Gera, Nr. 248               | 68              | 238              | 6610/096               | 157            | B57  | 1961    |                                       | 2005: Ausmusterung                                    |                                 |
| 1962 aus Gera, Nr. 247               | 69              | 239              | 6610/102               | 158            | B57  | 1960    |                                       | 2005: Ausmusterung                                    |                                 |
| 1962 aus Gera, Nr. 246               | 70              | 240              | 6610/110               |                | B57  | 1959    |                                       | 1991: Ausmusterung nach Unfall                        |                                 |
| 1962 aus Gera, Nr. 245               | 71              | 241              | 6610/127               | 159            | B57  | 1959    |                                       | 2003: Abgabe nach Gera, Nr. 248                       |                                 |
| 1992 aus Görlitz, Nr. 60III          |                 |                  | 6610/176               | 161            | B57  | 1960    |                                       | 2005: Ausmusterung                                    |                                 |
| 1992 aus Görlitz, Nr. 61III          |                 |                  | 6610/184               | 162            | B57  | 1960    |                                       | 2005: Ausmusterung                                    |                                 |
| 1992 aus Görlitz, Nr. 58II           |                 |                  | 6610/192               | 163            | B59  | 1961    |                                       | 2005: Ausmusterung                                    |                                 |
| 1992 aus Görlitz, Nr. 59III          |                 |                  | 6610/207               | 164            | B57  | 1960    |                                       | 2005: Ausmusterung                                    |                                 |
| 1992 aus Görlitz, Nr. 71IV           |                 |                  | 6610/215               | 165            | B57  | 1960    |                                       | 2004: Abgabe an e-werk-Weimar e. V.                   |                                 |
| 1992 aus Brandenburg, Nr. 207        |                 |                  | 6610/223 bzw. 6610/221 | 166            | B5?  |         |                                       | 2005: Abgabe nach Klagenfurt (Museum)                 |                                 |
| 1992 aus Brandenburg, Nr. 208        |                 |                  | 6610/231               | 167            | B5?  |         |                                       | 2005: Abgabe an Privat in Kamenz                      |                                 |
| 1988 aus Plauen, Nr. 65              |                 |                  | 0032/583II             | 583            | T57  | 1958    | vor Übernahme: zu Schienenpflegewagen | 2017: Abgabe an Privat in Ústí nad Labem              |                                 |

#### Nordhausen

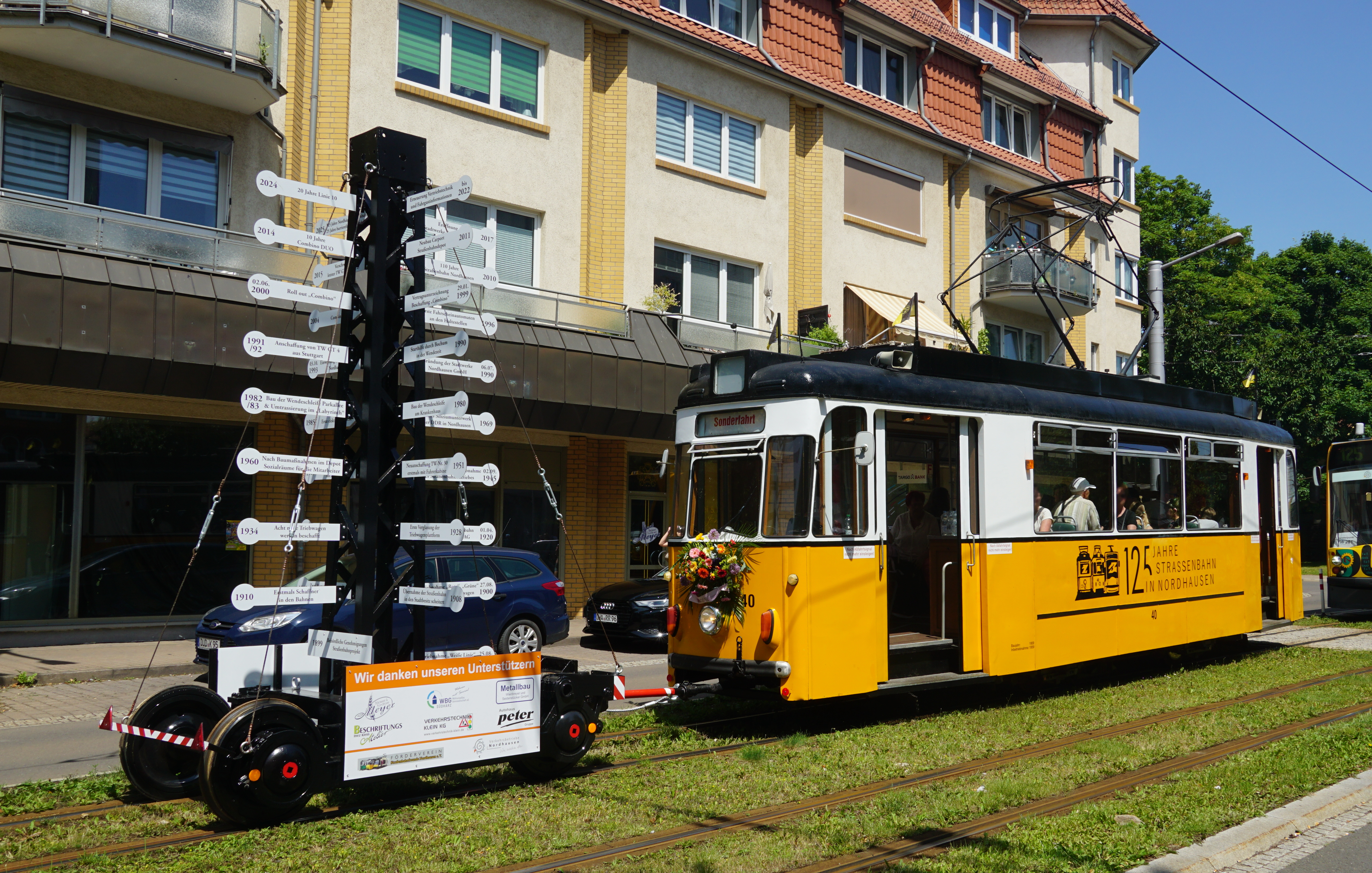
Historischer T57 Nr. 40 der Straßenbahn Nordhausen (2025)

Die Straßenbahn Nordhausen erhielt nur einen werksneuen T57 zur Ergänzung des Fahrzeugbestands. Diesem gab der Betrieb die Nummer 40. In den Jahren 1968 bis 1972 gelangten ein T57 aus Halle sowie sieben T57 aus Gera nach Nordhausen und ersetzten Fahrzeuge der Baujahre 1934 und 1944. Diese erhielten die Nummern 41 bis 48. Die Triebwagen wurden in Nordhausen ausschließlich einzeln eingesetzt. 1981 und 1983 konnten zwei Fahrzeuge an die Straßenbahnen Naumburg und Görlitz abgegeben sowie ein Wagen zum Arbeitstriebwagen umgebaut werden, weil aus Erfurt beschaffte G4-61 die Bedienung der Linie 1 übernahmen. Auf der Linie 2 wurden die verbliebenen T57 aufgrund ihrer Ausführung als Zweirichtungswagen noch bis 1993 benötigt. 1994 bis 1995 wurden die Fahrzeuge bis auf eines ausgemustert, das mit der Nummer 40 als historischer Triebwagen erhalten blieb. Dieses ist jedoch nicht klar einem der ursprünglichen Wagen zuzuordnen, sondern aus Teilen mehrerer zusammengesetzt.
| übernommen aus (mit dortiger Nummer) | Nummer | Typ | Baujahr     | Umbau/Nutzungsänderung (ggf. mit neuer Nummer)                       | Abgabe/Ausmusterung (ggf. mit neuer Nummer)                                               |
| ------------------------------------ | ------ | --- | ----------- | -------------------------------------------------------------------- | ----------------------------------------------------------------------------------------- |
|                                      | 40     | T57 | 1959        |                                                                      | 1994: Ausmusterung                                                                        |
|                                      | 40     | T57 | (1957–1959) | historischer Triebwagen aus Teilen mehrerer ausgemusterter Fahrzeuge |                                                                                           |
| 1968 aus Halle, Nr. 524              | 41     | T57 | 1959        | 1983: zu Arbeitstriebwagen, Nr. 03                                   | 1994: Ausmusterung                                                                        |
| 1969 aus Gera, Nr. 149II             | 42     | T57 | 1957        |                                                                      | 1994: Ausmusterung                                                                        |
| 1969 aus Gera, Nr. 143               | 43     | T57 | 1958        |                                                                      | bis 1995: Ausmusterung                                                                    |
| 1970 aus Gera, Nr. 144               | 44     | T57 | 1959        |                                                                      | 1994: Ausmusterung                                                                        |
| 1970 aus Gera, Nr. 141               | 45     | T57 | 1958        |                                                                      | 1994: Ausmusterung                                                                        |
| 1971 aus Gera, Nr. 145               | 46     | T57 | 1959        |                                                                      | ca. 1993: Abgabe an Frauenbergschule (Nordhausen), Nutzung als Bistro 2003: Verschrottung |
| 1972 aus Gera, Nr. 148               | 47     | T57 | 1960        |                                                                      | 1981: Abgabe nach Naumburg, Nr. 30                                                        |
| 1972 aus Gera, Nr. 151               | 48     | T57 | 1960        |                                                                      | 1983: Abgabe nach Görlitz, Nr. 21II                                                       |

### Sowjetunion
Fahrzeuge der Grundtypen T57, T59 und T2-61 wurden an folgende Straßenbahnbetriebe der Sowjetunion ausgeliefert, jeweils sowohl Trieb- als auch Beiwagen:
| System                              | Spurweite |
| ----------------------------------- | --------- |
| Straßenbahn Dnipropetrowsk (Dnipro) | 1524 mm   |
| Straßenbahn Donezk                  | 1524 mm   |
| Straßenbahn Jewpatorija             | 1000 mm   |
| Straßenbahn Liepāja                 | 1000 mm   |
| Straßenbahn Lwiw                    | 1000 mm   |
| Straßenbahn Nikolajew               | 1000 mm   |
| Straßenbahn Pjatigorsk              | 1000 mm   |
| Straßenbahn Simferopol              | 1000 mm   |
| Straßenbahn Tallinn                 | 1067 mm   |
| Straßenbahn Taschkent               | 1000 mm   |
| Straßenbahn Uljanowsk               | 1524 mm   |
| Straßenbahn Winnyzja                | 1000 mm   |

Über die Stückzahlen gibt es je nach Quelle sehr unterschiedliche Angaben.

### Türkei

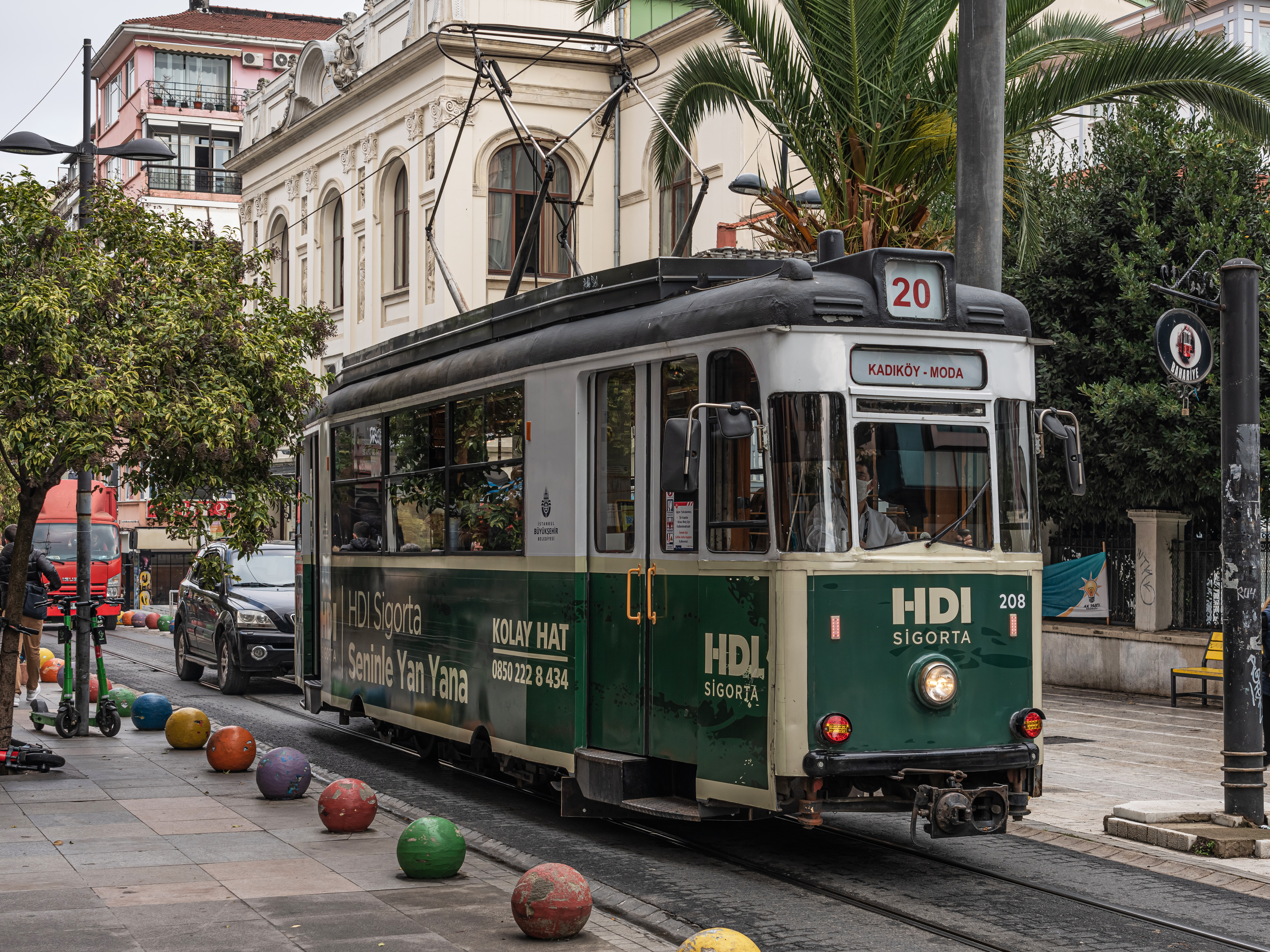
Triebwagen der Istanbuler T3 (2021)

Ab 2003 wurden einige meterspurige T57 und T59 aus Deutschland in die Türkei verkauft, um dort bei der neu aufgebauten Nostalgiestraßenbahn T3 in Istanbul eingesetzt zu werden. Dort wurden Änderungen an den Einstiegen, dem Innenraum und den Fenstern vorgenommen. Einige Wagen gelangten innerhalb der Türkei weiter zur ebenfalls neu aufgebauten Nostalgiestraßenbahn T3 in Bursa und zwei Fahrzeuge von dort weiter zu einer Parkbahn in Ankara. In Ankara entschied man sich dazu, die Strecke nicht zu elektrifizieren, sondern die Fahrzeuge zu Akkumulatortriebwagen umzubauen.